# ميغ 2: الخندق
ميغ 2: الخندق (بالإنجليزية: Meg 2: The Trench)‏ هو فيلم أمريكي قادم من إخراج بن ويتلي وبطولة جيسون ستاثام، كليف كورتس، بيج كينيدي، سيينا غيلوري وسكايلر صامويلز. من المقرر صدور الفيلم في 4 أغسطس 2023.

## وصلات خارجية
- ميغ 2: الخندق على موقع IMDb (الإنجليزية)
- ميغ 2: الخندق على موقع ميتاكريتيك (الإنجليزية)
- ميغ 2: الخندق على موقع روتن توميتوز (الإنجليزية)
- ميغ 2: الخندق على موقع ألو سيني (الفرنسية)
- ميغ 2: الخندق على موقع أول موفي (الإنجليزية)
- ميغ 2: الخندق على موقع فيلمافينيتي (الإسبانية)
- ميغ 2: الخندق على موقع قاعدة بيانات الأفلام السويدية (السويدية)
- ميغ 2: الخندق على موقع قاعدة بيانات الفيلم (الإنجليزية)
- ميغ 2: الخندق على موقع ليتربوكسد (الإنجليزية)
- ميغ 2: الخندق على موقع كينوبويسك (الروسية)